# Вымярки (гмина)
Вымярки (пол. Wymiarki) — сельская гмина (волость) в Польше, входит как административная единица в Жаганьский повет, Любушское воеводство. Население — 2481 человек (на 2004 год).

## Сельские округа
1. Любешув
2. Лютынка
3. Сильно-Мале
4. Любартув
5. Витошин
6. Вымярки

## Соседние гмины
1. Гоздница
2. Гмина Илова
3. Гмина Пшевуз
4. Гмина Жары